# Wierzchnica
Wierzchnica (niem. Langeberg, Küchenkammer, 649 m n.p.m.) – szczyt w Karkonoszach, w obrębie Pogórza Karkonoskiego.
Położony jest we wschodniej części Pogórza Karkonoskiego, między Przesieką, Borowicami a Sosnówką. Leży w grzbiecie biegnącym od Młynarza poprzez Wierzchnicę, Warzelnię, Bukowną, Lisiurę i kończącym się Podgórzynką.
Zbudowany z granitu karkonoskiego.
U zachodnich podnóży liczne skałki, m.in. Dziki i Szachownica 
Porośnięty lasem regla dolnego.